# Bob-Weltmeisterschaft 1933
Die dritten Bob-Weltmeisterschaften fanden am 11. und 12. Februar 1933 im schlesischen Schreiberhau ausschließlich im Zweierbob der Männer statt. Die wenige Tage zuvor im Schweizer Chamonix ausgetragene Meisterschaft im Viererbob wurde abgebrochen und annulliert.

## Ergebnisse

### Zweierbob der Männer
Die 1500 Meter lange Bobbahn am Zackelfall wurde hinsichtlich Streckenführung und Ausbau als vorbildlich bezeichnet. Es starteten jeweils zwei Mannschaften aus Deutschland, Österreich, Rumänien und Deutschböhmen. Der österreichische Bob mit Anton Kaltenberger stürzte am Samstag zweimal und konnte wegen starker Beschädigung des Sportgeräts am Sonntag zu den beiden abschließenden Läufen nicht mehr antreten.
| Platz | Land           | Sportler                        | Gesamtzeit  |
| ----- | -------------- | ------------------------------- | ----------- |
| 1.    | Rumänien I     | Alexandru Papană Dumitru Hubert | 5:50,14 min |
| 2.    | H. D. W. I     | Dr. Brüne Heinzel               | 6:01,08 min |
| 3.    | Deutschland I  | Fritz Grau Albert Brehme        | 6:03,81 min |
| 4.    | H. D. W. II    | Leubner Steidel                 | 6:20,18 min |
| 5.    | Österreich I   | Hans Stürer Plangger            | 6:29,65 min |
| 6.    | Rumänien II    | Alexandru Frim Dumitru Zână     | 6:33,68 min |
| 7.    | Deutschland II | von Newlinski Frick             |             |
|       | Österreich II  | Anton Kaltenberger              | DNF         |

### Viererbob der Männer
Die Weltmeisterschaft im Viererbob sollte am 4. und 5. Februar 1933 auf der Olympiabahn des Jahres 1924 im Schweizer Chamonix stattfinden. Da die Austragung der Veranstaltung wegen fehlenden Schneefalls gefährdet erschien, mussten zunächst Maultieren Schnee aus den Bergen an den Veranstaltungsort schaffen, zusätzlich einsetzender Neuschneefall ermöglichte Ende Januar erste Trainingsfahrten. Die deutsche Vertretung um Hanns Kilian verzichtete nach Besichtigung der Bahn auf eine Beteiligung an der Weltmeisterschaft, weil „die deutschen Bobs für eine solche Bahn nicht geeignet seien“. Aufgrund des einsetzenden starken Tauwetters konnte die Veranstaltung nicht am angedachten Wochenende stattfinden und sollte im Laufe der folgenden Woche an gleicher Stelle nachgeholt, alternativ zeitgleich mit der Zweierbob-Weltmeisterschaft in Schreiberhau ausgetragen werden.
Am Dienstag, den 7. Februar, starteten schließlich drei Mannschaften in den Wettbewerb. Nach zwei Läufen führte der französische Viererbob mit Steuermann René Charlet (3:03,77 min) vor der italienischen Mannschaft (3:18,75 min), während der Schweizer Bob im zweiten Lauf gestürzt war und deshalb nicht in die Wertung kam. Einem anderen Bericht zufolge blieben zahlreiche Bobs im Schmutz stecken, sodass das Rennen annulliert wurde. Eine weitere zeitgenössische Quelle berichtet vom Abbruch nach drei Meisterschaftsläufen, nachdem sich mehrere Teilnehmer aufgrund von Stürzen verletzt hatten. Der rumänische Bob in der Besetzung Angelescu/Gribincea/Bârsănescu/Popescu soll außerdem den fünften Rang belegt haben.

## Medaillenspiegel
| Platz | Land             | Gold | Silber | Bronze | Gesamt |
| ----- | ---------------- | ---- | ------ | ------ | ------ |
| 1.    | Rumänien         | 1    | 0      | 0      | 1      |
| 2.    | Tschechoslowakei | 0    | 1      | 0      | 1      |
| 3.    | Deutschland      | 0    | 0      | 1      | 1      |